# Uniporodrilus furcatus
Uniporodrilus furcatus är en ringmaskart som beskrevs av Erséus 1992. Uniporodrilus furcatus ingår i släktet Uniporodrilus och familjen glattmaskar. Inga underarter finns listade i Catalogue of Life.